# Wandler
Wandler oder Energiewandler (englisch Transducer) im Sinne von Signal-, Energie- und Informationsgrößenumformer ist der Oberbegriff für Baugruppen oder Bauelemente, die der Umwandlung einer Energieform in eine andere Energieform dienen. Handelt es sich speziell um eine Anwendung der Messtechnik, ist in der Regel ein Messgrößenumformer gemeint. In der Informatik wird darüber hinaus der Begriff Transduktor für endliche Automaten, beispielsweise für Finite State Transducers, verwendet.

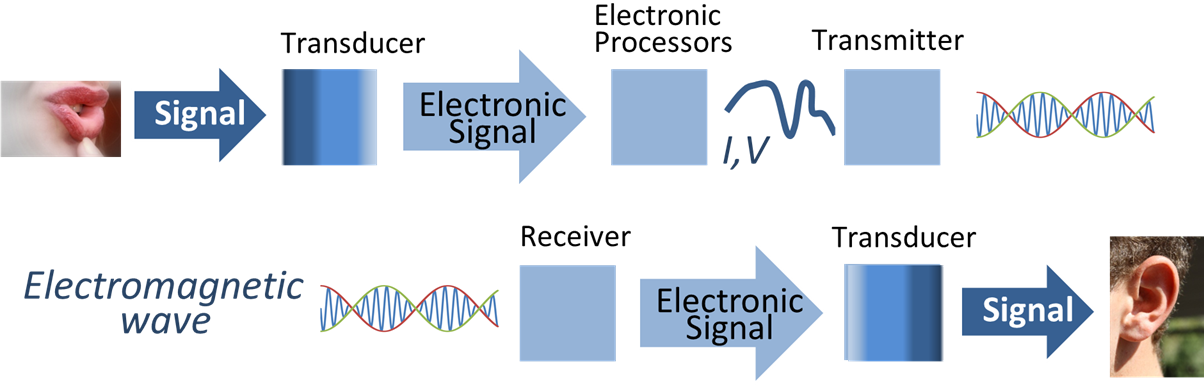
Transducer sind in der englischen Sprache Baugruppen oder Bauelemente in elektrischen bzw. elektronischen Geräten, die eine Energieform in eine andere umwandeln. In dem gezeigten Beispiel wird das Zusammenspiel mehrerer Transducer gezeigt. Ein Mikrofon wandelt den Schalldruck in ein elektrisches Signal um, das über einen Sender in elektromagnetische Wellen umgewandelt wird. Die Antenne eines Empfängers wandelt dann die elektromagnetische Welle in ein elektrisches Signal um, das dann über einen Lautsprecher wieder in eine Schallwelle umgewandelt wird.

Im deutschen Sprachraum werden folgende Oberbegriffe unterschieden:
- Wandler (wandeln Energieformen)
- Umsetzer (setzen Informationen um)
- Umrichter (ändern Kenngrößen elektrischer Energie)
- Konverter (haben in der Elektrotechnik die gleiche Bedeutung wie Umsetzer)

Für die oben genannten Bezeichnungen werden im Englischen überwiegend die Begriffe Inverter oder Converter benutzt. Die Namensgebungen sind in beiden Sprachräumen historisch gewachsen und werden oftmals umgangssprachlich verwendet.
Im Folgenden einige Beispiele von Baugruppen oder Bauelementen, die englisch Inverter oder Converter spezifiziert sind und deren deutsche Bezeichnung im Vergleich:
- Frequency Converter → Frequenzumrichter
- DC-to-DC Converter → Gleichspannungswandler
- Buck Converter → Abwärtswandler
- Boost Converter → Aufwärtswandler
- Flyback Converter → Sperrwandler
- CCFL Inverter → Resonanzwandler
- Forward Converter → Eintaktflusswandler
- Push–pull Converter → Gegentaktflusswandler
- Power Inverter → Wechselrichter
- Torque Converter → Drehmomentwandler (hydrodynamisch)
- Analog-to-digital Converter → Analog-Digital-Umsetzer
- Digital-to-analog Converter → Digital-Analog-Umsetzer

Für diese Baugruppen oder Bauelemente sind die Begriffe historisch gewachsen, so dass aus dem umgangssprachlich gebräuchlichen Namen eines konkreten Gerätes oder Bauelementes die jeweilige Zuordnung zu dem spezifizierten Oberbegriff nicht immer abzulesen ist.
Wärmetauscher übertragen die Energieform Wärme von einem Stoffstrom auf einen anderen und gehören somit nicht zu den Wandlern in engeren Sinne.
Beispiele:
- Einrichtungen zur Wandlung zwischen verschiedenen physikalischen Größen:
  - Drehmomentwandler
  - Kraftwandler
  - Druckwandler
  - Energiewandler
  - Schallwandler
  - manche Arten von Messumformern

- Baugruppen zur Änderung der elektrischen Spannung:
  - Spannungswandler
  - Abwärtswandler
  - Aufwärtswandler
  - Sperrwandler
  - Resonanzwandler
  - Flusswandler

- Schaltungen zur Wandlung zwischen verschiedenen elektrischen Größen:
  - Stromwandler
  - Impedanzwandler
  - Messwandler
  - Ladungsverstärker
  - Normwandler
  - Frequenzwandler
  - Schutzwandler

- Baugruppen zur Umwandlung von Signalen werden Umsetzer genannt:
  - Digital-Analog-Umsetzer, umgangssprachlich auch Digital-Analog-Wandler
  - Analog-Digital-Umsetzer, umgangssprachlich auch Analog-Digital-Wandler